# Mogiła Meczetna
Mogiła Meczetna (ukr. Могила Мечетна, Mohyła Meczetna) – wzniesienie o wysokości 367,1 m n.p.m. na Wyżynie Donieckiej, położone we wschodniej części Ukrainy, na terenie obwodu ługańskiego. Stanowi najwyższe wzniesienie całej Ukrainy na wschód od Dniepru (bez Półwyspu Krymskiego), a także samej Wyżyny Donieckiej.
Wzniesienie znajduje się na południe od miejscowości Petrowo-Krasnosilla w rejonie roweńkowskim. Leży na terenie rolniczym w pobliżu linii kolejowej i charakteryzuje się niewielką wybitnością, przez co nie wyróżnia się w krajobrazie okolicy. Na jej szczycie znajduje się 6 do 9 kurhanów z dawnymi pochówkami (najstarsze z nich pochodzą z epoki brązu z czwartego tysiąclecia p.n.e., nowsze pochodzą od Kozaków oraz ludów wędrownych), a także pamiątkowy kamień umieszczony w 2009.

## Galeria

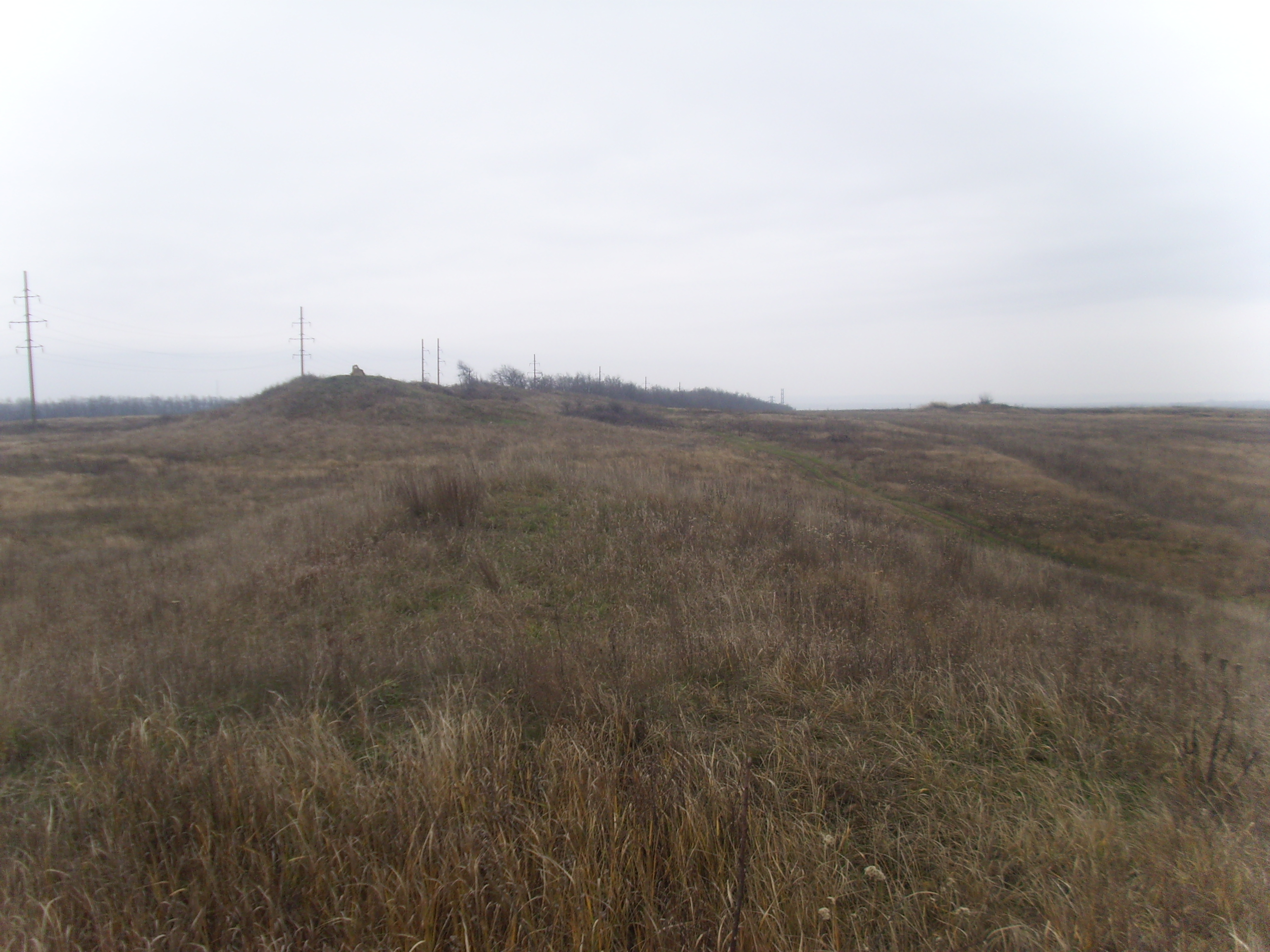
Grupa kurhanów u szczytu
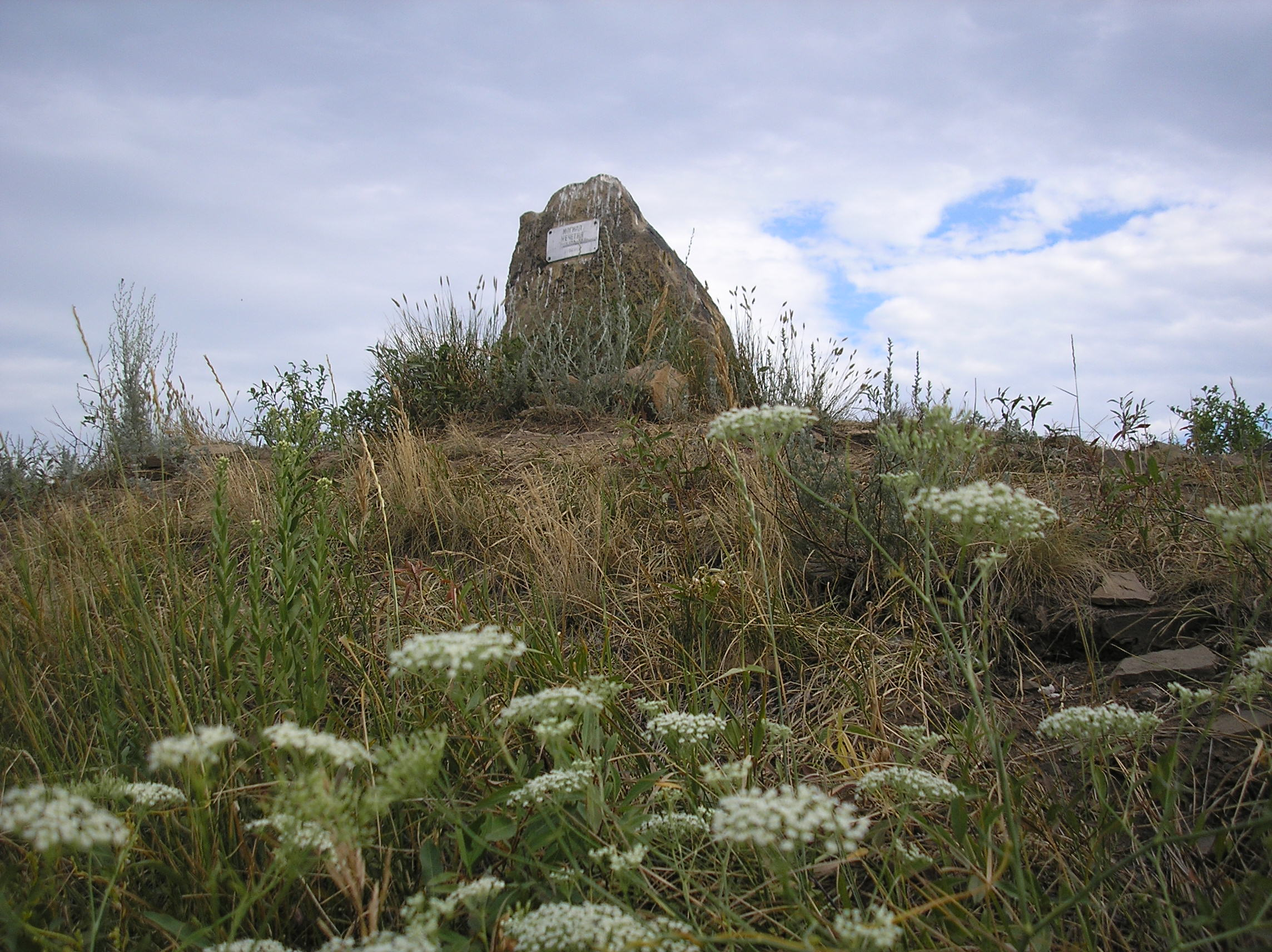
Pomnik na szczycie Mogiły Meczetnej